# Paul Bartlett
Paul Doughty Bartlett (Ann Arbor, 14 de agosto de 1907-Lexington, 11 de octubre de 1997) fue un químico estadounidense.

## Biografía
Bartlett nació en Ann Arbor, Míchigan, y creció en Indianápolis. Recibió su licenciatura en Amherst College en 1928. Después de graduarse de Harvard con James Bryant Conant, trabajó en el Instituto Rockefeller y la Universidad de Minnesota. La mayor parte de su carrera la pasó en Harvard. Entre otros logros, Bartlett fue coautor con Lawrence H. Knox de un artículo clásico sobre mecanismos de reacción orgánica. Después de su retiro en 1972, comenzó su segunda carrera en la Universidad Cristiana de Texas.
Fue elegido miembro de la Academia Estadounidense de Artes y Ciencias en 1946 y de la Academia Nacional de Ciencias en 1947. Fue galardonado con el Premio Willard Gibbs en 1963, la Medalla Nacional de Ciencias en 1968, y la Medalla John Price Wetherill en 1970. En 1969 fue elegido miembro de la Academia Alemana de Ciencias Leopoldina. También fue elegido miembro de la American Philosophical Society en 1978.